# Palacio de los Marqueses de Quintanar (Segovia)

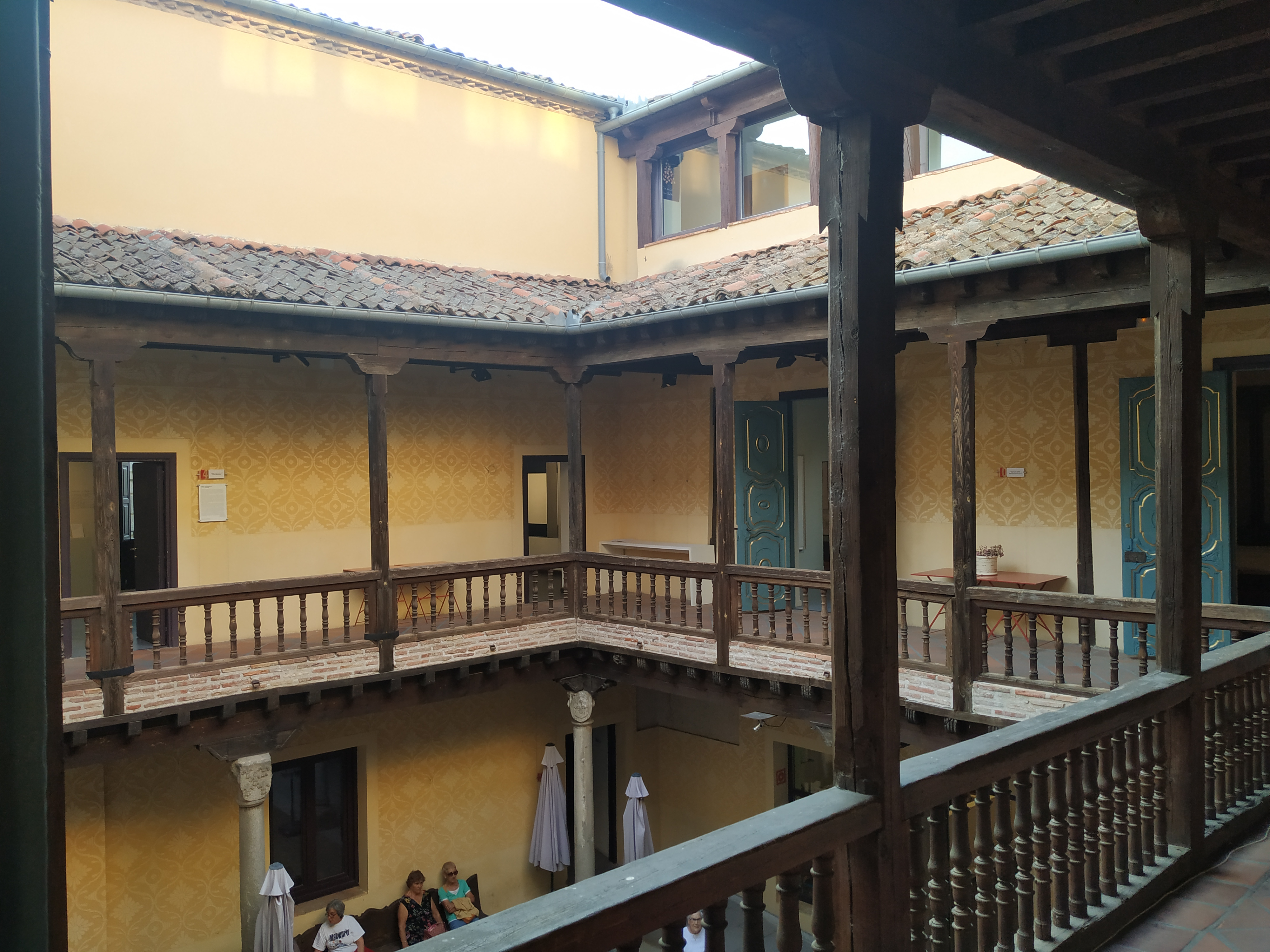
Vista del patio interior del palacio de Quintanar

El palacio de los Marqueses de Quintanar es un inmueble de la ciudad española de Segovia.

## Descripción

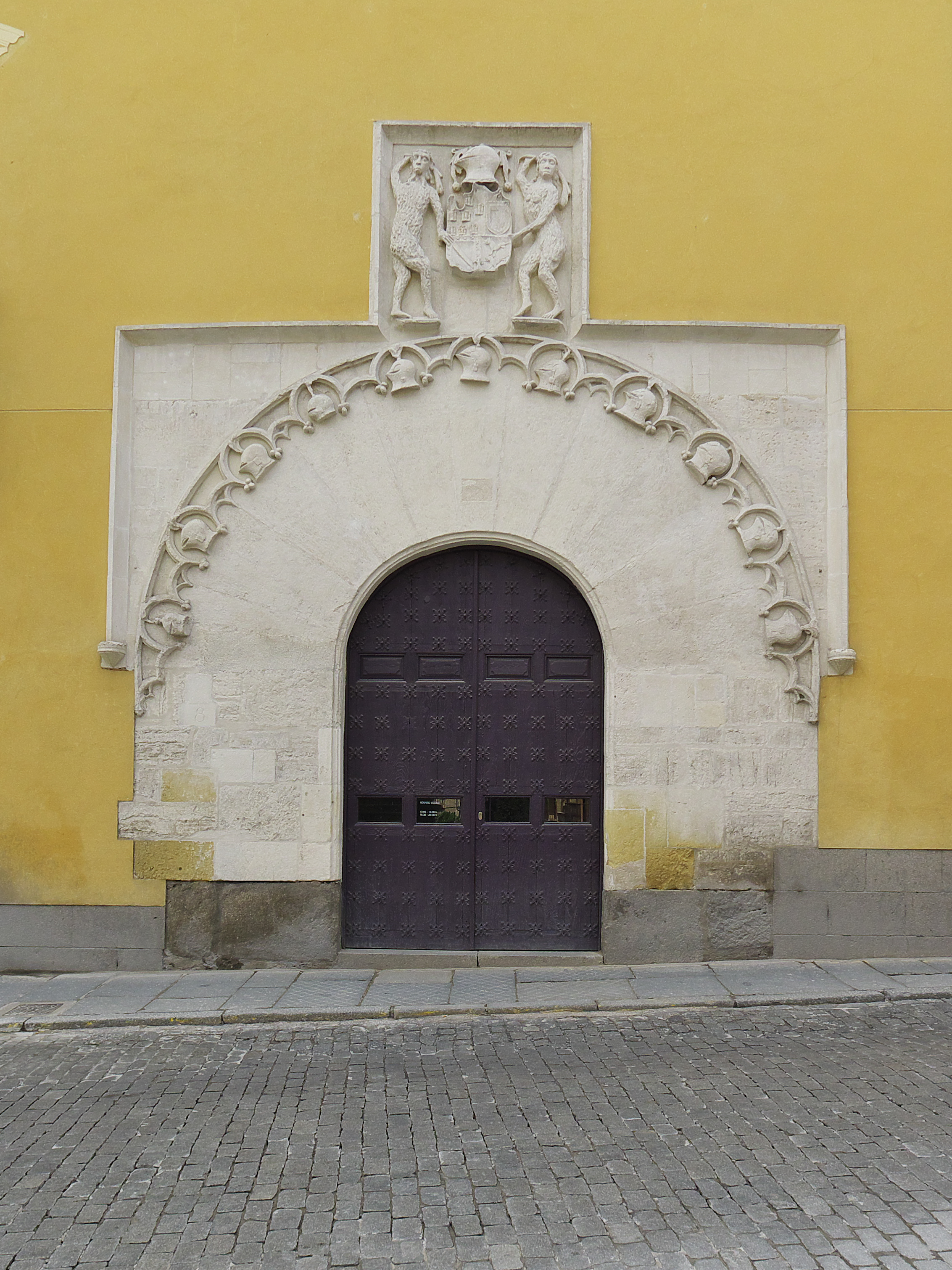
Portada

El edificio se ubica en la ciudad de Segovia, capital de la provincia homónima y situada en la comunidad autónoma de Castilla y León. La construcción del inmueble, levantado en la denominada plaza del Conde de Cheste, se remonta a los siglos XV y XVI. Cuenta con esgrafiado típico segoviano y pinturas murales en su interior.
La Junta de Castilla y León, que gestiona los usos del edificio, organiza diversas actividades de carácter cultural en su interior, tras una serie de obras de rehabilitación llevadas a cabo entre 2007 y 2011, año en que se inauguraron las nuevas instalaciones.